# Albert Muis
 (mai 2018).
Si vous disposez d'ouvrages ou d'articles de référence ou si vous connaissez des sites web de qualité traitant du thème abordé ici, merci de compléter l'article en donnant les références utiles à sa vérifiabilité et en les liant à la section « Notes et références ».
Albert Muis (22 octobre 1914 à Baarn - 24 septembre 1988) est un artiste originaire des Pays-Bas

## Biographie
Albert Muis est né à Baarn, une ville dans le centre de Pays-Bas, Il est issu d'une famille d'origine protestante dont il est le cadet de trois enfants et le seul garçon.
Il commence à s'intéresser à la peinture et à la musique vers l'âge de sept ans. Encouragé par son père, comptable en chef d'une usine de gaz, il prend des leçons de dessins et de musique. Adolescent, il fait partie de plusieurs ensembles de musique de chambre et devient premier violon dans un orchestre régional. Cependant, après avoir quitté le lycée de Hilversum, Muis se sent irrésistiblement attiré par la peinture il abandonne alors la musique. En 1931, il entre dans une école de dessin à Amsterdam. Il est admis à l'Académie royale des beaux-arts d'Amsterdam, Pays-Bas, en juillet 1934. Il y suit les cours de dessin et peinture jusqu'en 1935.
1935, c'est aussi l'année de son premier voyage en France. Il en revient ébloui par l'âpreté des paysages bretons. Fin 1935, il s'installe à Amsterdam, suit des cours d'Art Monumental sous la férule du professeur Heinrich Campendonck et se spécialise dans les techniques de peinture murale (1935-1938).
En 1937, il fait un assez long voyage en Italie. Il visite Florence, Venise, Pompéi et se passionne pour l'œuvre de Giotto. De retour en Hollande, il exécute sa première fresque, une commande d'État, pour le Pavillon Néerlandais à l'Exposition internationale de Paris. En 1939, il travaille avec l'architecte van Tyen pour Luchtvaart Laboratorium d'Amsterdam. Il se consacre également de façon intense à la peinture de chevalet dans son atelier de l'Amstel, 17 à Amsterdam.
Il fait sa première exposition à Amsterdam (gouaches, huiles sur bois) à la Galerie Robert, en mai 1940. En juin 1942, il participe à une exposition de jeunes peintres avant-gardistes d'Amsterdam, manifestation violemment condamnée par les nazis.
Après la guerre, en 1946, il se marie avec Hanna Deppe, d'origine suisse.

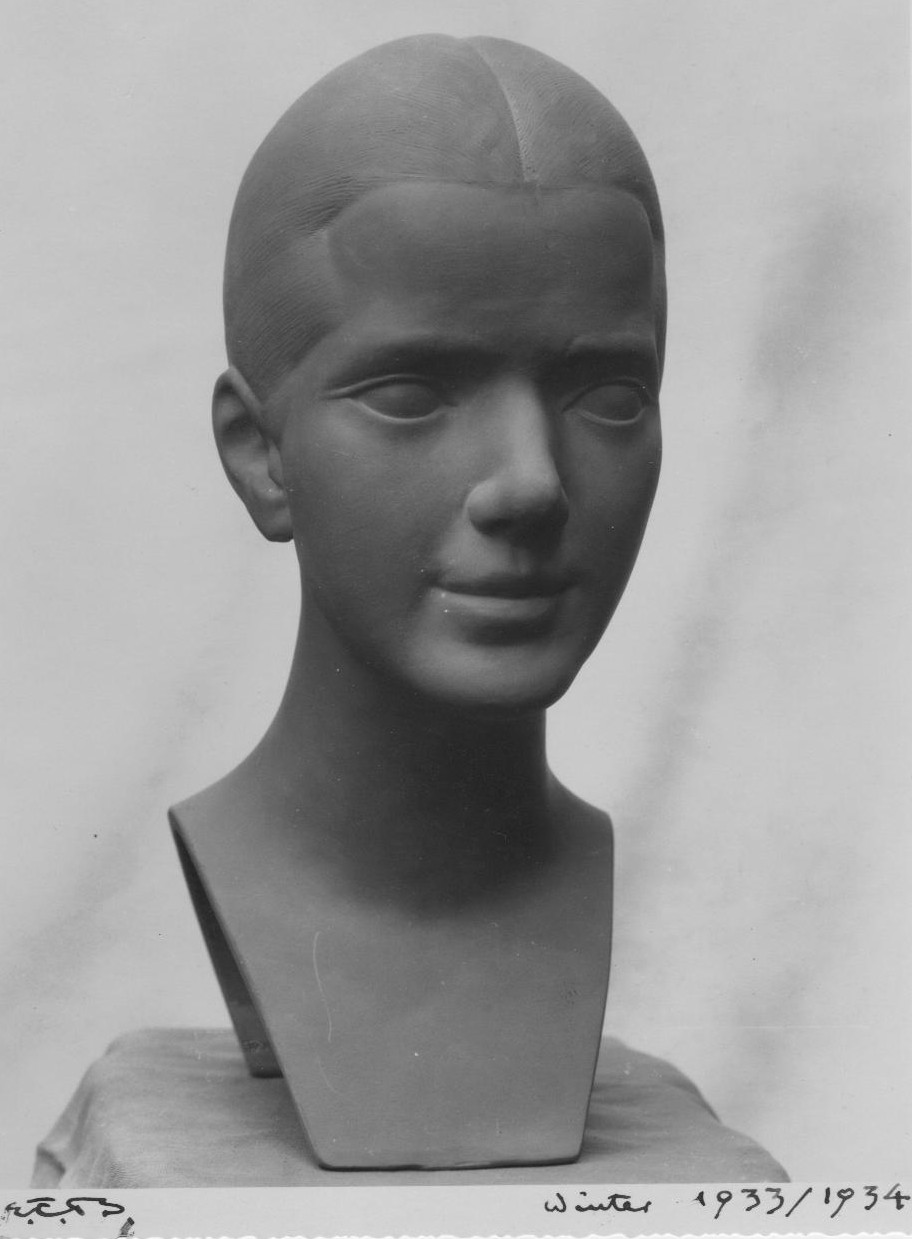
Buste de Hanna Deppe 1933 de Erwin Friedrich Baumann

Leur fille naît à Amsterdam en 1947. Il expose à Groningue, Pays-Bas, en 1946 et à Amsterdam en 1947, Galerie De Boer. En 1948, il participe à une exposition de groupe à Rotterdam et, dans la même année, exécute trois fresques ("Les Pleureuses") dans le hall d'entrée de l'Oosterbegraafplaats (cimetière de l'ouest d'Amsterdam), commande de la municipalité d'Amsterdam. En 1949, il participe à la Biennale de Venise et expose à Amsterdam, Groningue et Rotterdam. Mais, entretemps, Albert Muis s'est fixé en France.
Au cours de l'été 1946, il découvre les Pyrénées-Orientales, en particulier Port-Vendres et ses alentours.
Il revient dans cette même région dès le printemps 1948 et, ébloui par la Côte Vermeille, décide d'établir à Port-Vendres sa résidence définitive.
Logé d'abord de façon précaire, le couple s'installe ensuite dans une petite maison isolée au milieu des vignes (la « Croix Blanche »).
En 1951, leur fils naît à Perpignan. En 1952, il exécute une fresque pour le grand Auditorium de l'Oosterbegraafplaats à Amsterdam : « Arcadia » d'inspiration toute méditerranéenne (à partir d'esquisses réalisées dans le parc Vilmarest à Argeles-sur-Mer). En 1954, il expose à Amsterdam, galerie de Boer et à Perpignan, salle Arago. En 1955, il expose à Utrecht. Dans la même année, il exécute une fresque pour l'Université de Groningue : « Oiseaux Aquatiques ». Le Stedelijk Museum de Amsterdam acquiert quelques-unes de ses œuvres, notamment ses « Palmiers », dessin pour le Rijks Prenten Cabinet, des gouaches, « Nature Morte aux Poissons » et des huiles sur toiles.
En 1956, il reçoit le premier prix d'un concours de peinture organisé par K.N.S.M, importante compagnie maritime néerlandaise, pour son « Départ de l'Mansour de Port-Vendres ». En 1957, il expose à Paris, galerie Bassano et se rend également aux Pays-Bas pour réaliser les « Quatre Éléments », fresque qui doit figurer à l'exposition « L'Atome » à Schiphol. 1958 est marqué à nouveau par un séjour prolongé dans son pays natal pour la réalisation de deux
peintures murales. La première, « Narcisse », au lycée Spinoza d'Amsterdam et la deuxième, « Thésée et je fil d'Ariane », dans une autre école connue, la School voor Maatschappelijkwerk, à Amsterdam. Il est à noter que ces deux fresques ont été créées à partir de nombreuses esquisses faites dans l'arrière-pays roussillonnais, notamment au bord du Tech, près d'Arles-sur-Tech. En 1959, la ville de Port-Vendres lui offre une exposition de ses œuvres à la salle d'exposition de la mairie.
En 1960, il expose à la galerie Barbizon, à Paris. Entretemps, au cours de nombreuses randonnées dans les Albères Maritimes, le peintre découvre le Mas Rossignol, abandonné. Il quitte alors Port-Vendres avec sa famille pour ce lieu isolé mais idyllique. Il y reste jusqu'à sa mort. En 1961, il expose à Perpignan, Atelier 45, en 1962 au Grand Café de Céret et en 1966, à nouveau à Perpignan (salle Arago). Son atelier du Mas Rossignol, aménagé dans la partie la plus ancienne, devient aussi un lieu de rencontre pour les amateurs d'art (nombreuses expositions privées).

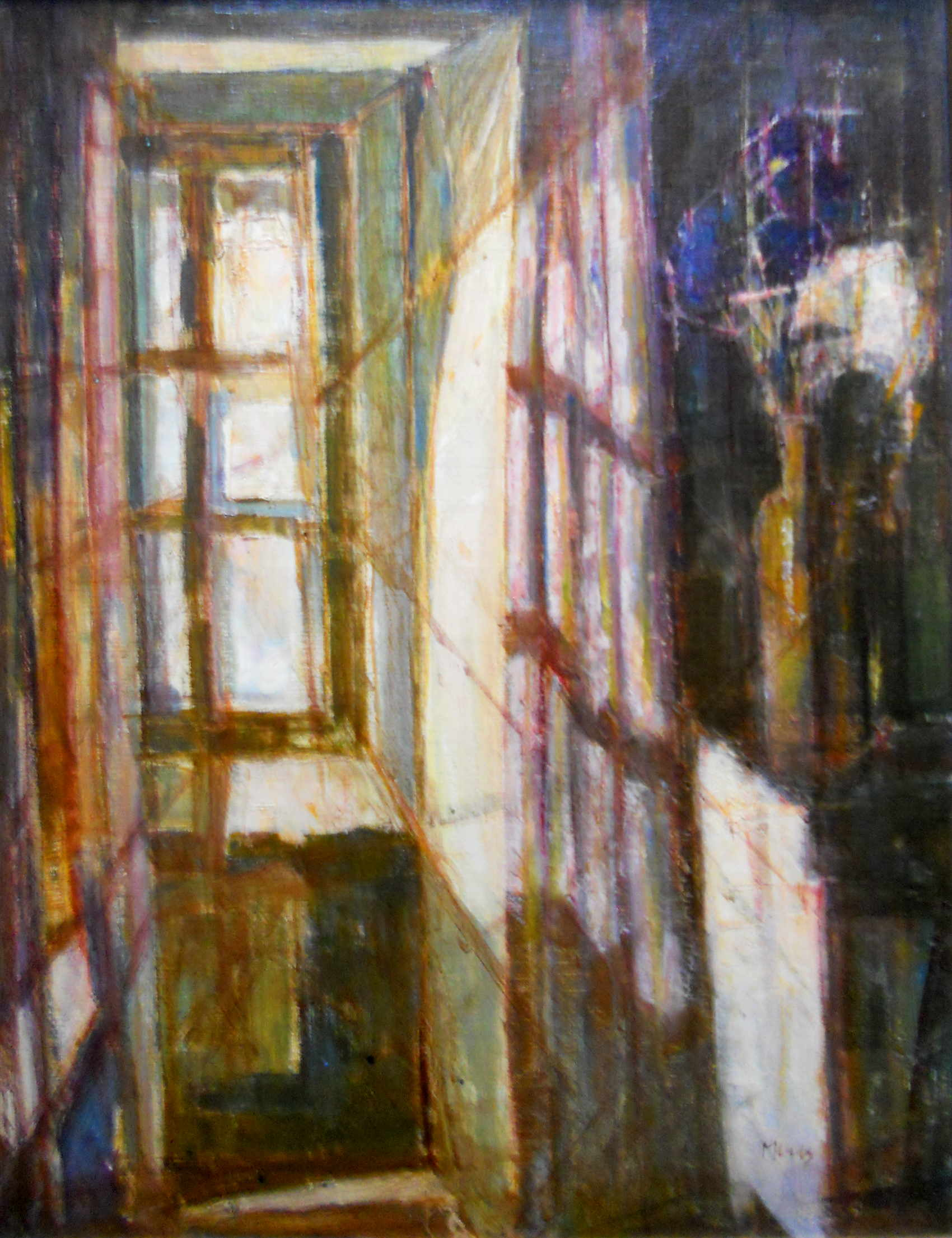
Fenêtre, atelier Mas Rossignol, Argelès

En 1967, il se rend aux Pays-Bas pour une exposition de ses œuvres à Laren (salle Hmdorff). Devant le succès de l'entreprise, il revient à Laren en 1970, au Singer Museum.
En 1970, ses œuvres sont également exposées à Florence, Italie, galerie Paolo Vaccarino, ainsi que l'année suivante. Le Centre Culturel Bellefontaine au Mirail, à Toulouse, présente ses œuvres en 1972.
Albert Muis présente quelques toiles à deux reprises au Salon des Indépendants à Paris, en 1973 et 1974. En 1974, il expose au « Club du Droit et de l'Économie », place des Invalides, à Paris. En 1975, il expose à Paris, galerie Degueux, place Vendôme et à Collioure, galerie Profils. Il revient à la galerie Profils en 1976. En 1978, exposition de ses œuvres à Laren, au Singer Museum. En 1979, il expose à Amsterdam, à la galerie Fijnaut.
En septembre 1982, Anne Muis s'éteint à l'âge de soixante-neuf ans, après une longue maladie. Le peintre n'expose plus que dans son atelier. Très affecté par la mort d'Anne, sa propre santé est devenue précaire.
Albert Muis s'éteint le 24 septembre 1988, âgé de soixante-quatorze ans.

## Œuvres

### Les Commandes Publiques: Les fresques
- Les Pleureuses (1948), hall d'entrée Oosterbegraafplaats Amsterdam
- Acardia (1952), auditorium Oosterbegraafplaats Amsterdam
- Waterflow (1955), université Groningen
- Theseus and Ariadne's thread (1958),  the Social Academy Amsterdam
- Narcissus (1958), Spinoza Lyceum Amsterdam

### Les œuvres dans les musées et les collections publiques
(sélection)
- Hôtel de la Région, la Collection Art Vif, Bouteille devant la Fenêtre, 65 cm x 54 cm, Montpellier.
- Hôtel de la Région, la Collection Art Vif, La Fenêtre, 65 cm x 54 cm, Montpellier.
- Hôtel de la Région, la Collection Art Vif, Brume le Matin, 65 cm x 54 cm, Montpellier.

### Les œuvres dans les collections privées
Plusieurs huiles sur toiles : 
- À seated lady in an interior
- Argelès-sur-Mer[3]
- Scène de plage[4]

## Principales expositions

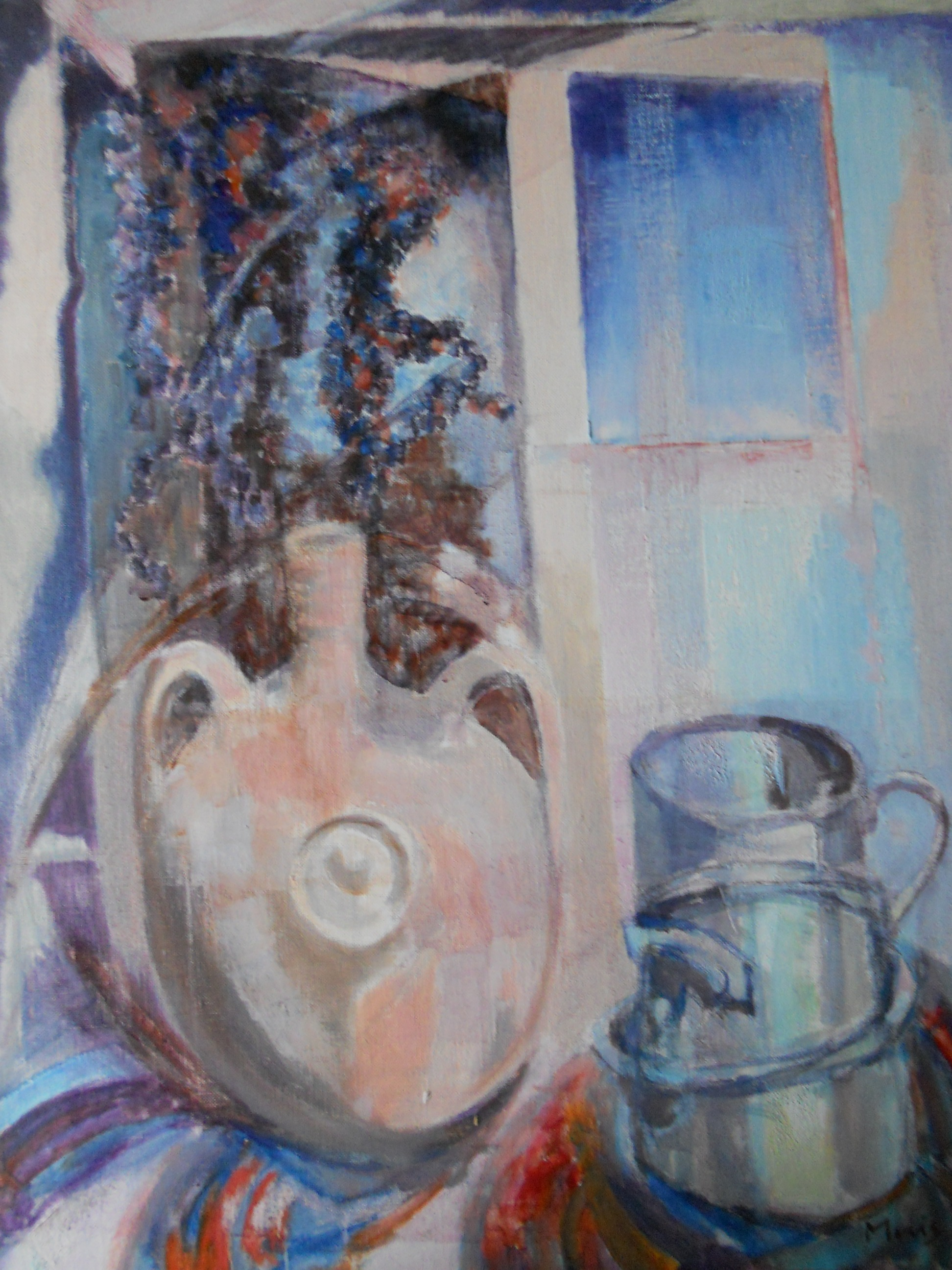
Albert Muis Still life 02.

- 1937 : Paris, Fresque pour le pavillon néerlandais, Exposition Universelle de Paris.

- 1940 : Amsterdam, Exposition Galerie Robert, 20 mai.

- 1945 : Exposition de groupe à Grongingen.

- 1948 : Amsterdam, Exposition de groupe, Cercle d'Art, 24 janvier.

- 1948 : Venise, Biennale de Venise.

- 1948 : Amsterdam, Stedelijk Museum, Expériments de Peintres Muraux,Charles Roelofsz et Albert Muis.

- 1948 : Amsterdam, Triptyque mural, pour l'Auditorium de l'Oosterbegraafplaats.

- 1949 : Amsterdam, Exposition de Réalisten, Buffa et Pavillon Het Vondelpark, 1er juillet.

- 1954 : Perpignan, Exposition Salle d'Arago, mars.

- 1952 : Amsterdam, Acardia, fresque pour l'Auditorium de l'Oosterbegraafplaats.

- 1952 : Amsterdam, Exposition Buring et Muis, Kunsthandel M. de Boer, avril

- 1954 : Amsterdam, Exposition Kunsthandel M. de Boer.

- 1957 : Paris, Exposition Galerie Bruno Bassano, 5 mars.

- 1958 : Amsterdam, Narcisse et Thésée, deux fresques pour la municipalité.

- 1959 : Port Vendres, Exposition Hôtel de Ville, avril.

- 1960 : Paris, Galerie Barbizon, décembre.

- 1967 : Laren, Exposition Kunstzaal Hamdorff, avril.

- 1970 : Florence, Italie, Galerie Paolo Vaccarino

- 1970 : Laren, Pays-Bas,  Exposition Harmdorffs Kunstzaal, 23 mai.

- 1982-1988 :  Argelès sur Mer, Expositions privées au Mas Rossignol.

- 1990 : Perpignan, Rétrospective au Palais des Congrès.

- 1991 : Toronto, Canada, rétrospective à l'Alliance française à Toronto.

- 1991 : Perpignan, Palais des Rois de Majorque, paysages d'Albert Muis et Eliane Muis.

2000 : Amsterdam, Rétrospective Auditorium Oosterbegraafplaats.

## Bibliographie

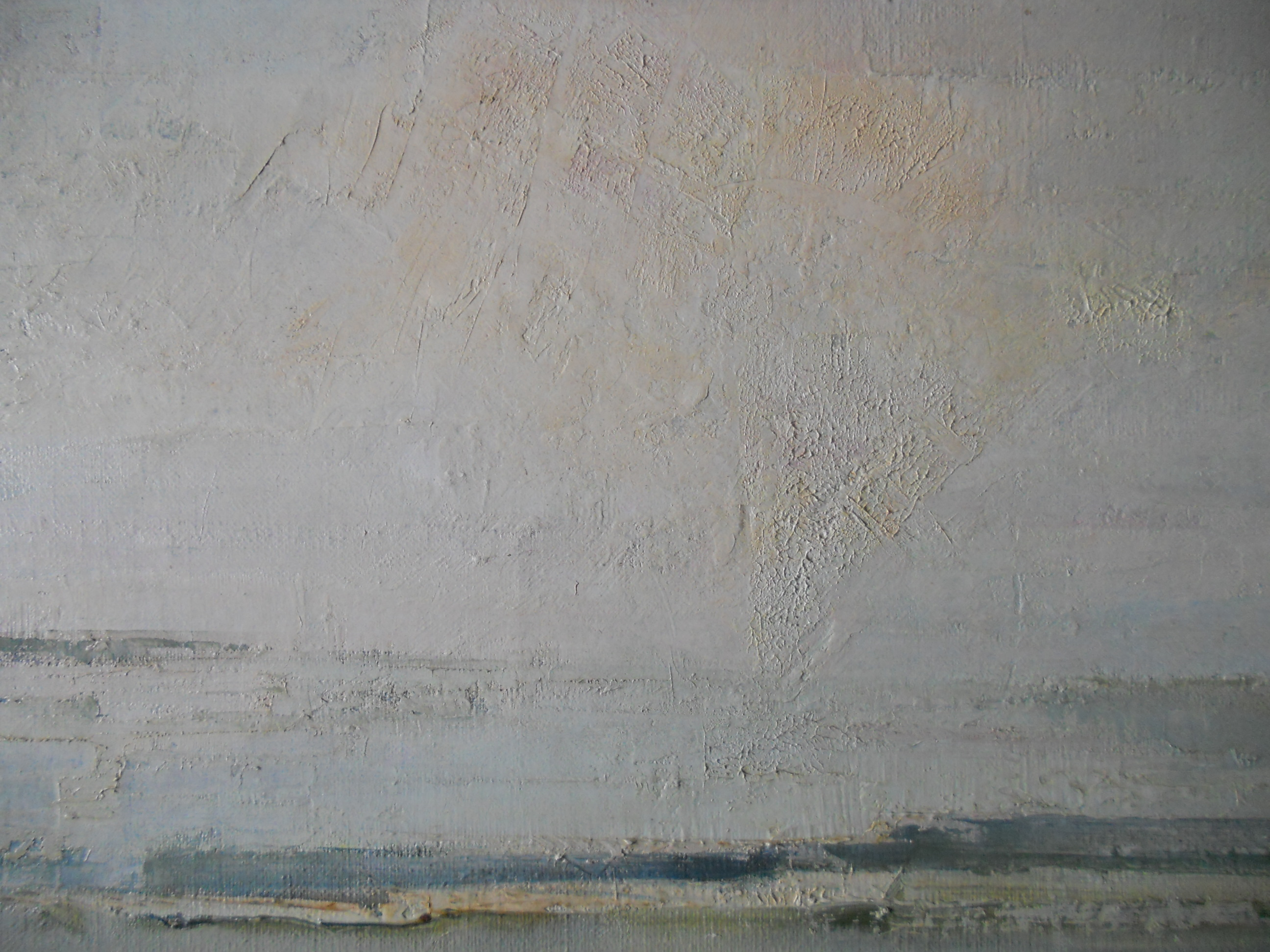
Albert Muis The Sea01

## Principaux articles de presse
1940  : Albert Muis deze oud leerling van professor Campendonck exposeert, Galerie Robert te Amsterdam, 21 mai
1940  : De aquarel « Amour de Marine » » en de tekening « Signal »en « Venus » tijdens de expositie bij Galerie Robert, Algemeen Handelsblad, mai
1948  : Zeven schilders uit Amsterdam exposeren in de  « Kunstkring », Algemeen Dagblad, 24 janvier
1948  : Romantisme in Amsterdam, Algemeen Dagblad, 24 janvier
1948  : Dodendienst door schilderkunst par Charles Roelofsz, Het Vrije Volk, Amsterdam
1949  : Realisten exposeren, par J. M. Prange, Het Parool, 1er juillet
1950  : Wandschilderingen in Amsterdam Roelofsz, Lex Horn en Albert Muis schonken Amsterdam waardenvol bezit,16 septembre
1952  : Buring en Muis par Bob Buys, Het Vrije Volk, 26 avril
1953  : Muurschildering in Aula Oosterbegraafplaats, Algemeen Handelsblad, 10 janvier
1954  : Si nous devions choisir un « patron » pour cet art. Albert Muis expose à la Galerie de  M de Boer à Amsterdam
1954  : Peintre hollandais expose à la Salle Arago à Perpignan, L'Indépendant, mars
1956  : Albert Muis, remporte un Prix en Hollande, L'Indépendant,  9 novembre
1956  : Port Vendres vu par Albert Muis, L'Indépendant, 9 avril
1957  : Muis à la Galerie Bruno Bassano, Paris, Arts, 5 mars
1957 : Albert Muis, De Groene Amsterdammer, 1er juin
1958  : Een Nederlandse schilder aan de vermiljoenrode kust par Bob Buys, Amsterdam, 1er mars
1959  : Albert Muis peintre de la glèbe catalane par R., L'Indépendant, 20 avril
1960  : Nos peintres à Paris, par M. R. Schnir, La Dépêche de Midi, 3 janvier
1960  : Tour des Expositions, Muis à la Galerie Barbizon, Paris, Combat, 19 décembre
1960  : Albert Muis expose à Paris ses tableaux des Albères Maritimes, L'Indépendant, 6 décembre
1960  : Muis: Abstraction + Naturalisme = Classicisme, par A. F., combat, 17 décembre
1960  : Muis témoigne de ses œuvres, par Raymond Hermann, La Croix, 16 décembre
1967 : Albert Muis toont eigen kijk op de Schoonheid par Jan P. Koenraads, Het Vrije Volk, 29 avril
1970  : Albert Muis: subtiel colorist, par G. van P., De Laarder Courant, 19 mai
1970  : Figuratief schilder Albert Muis, Laarder Courant, 22 mai
1970 : Weldadig staartje van een Muis een absolute hoogvlieger par Pieter B., De Gooi- en Eemlander, 22 mai